# Дабиля
Дабиля, още Дабеле или Дабиле (на македонска литературна норма: Дабиља, Дабиље), е село в община Струмица на Северна Македония.

## География
Селото е разположено в Струмишкото поле на 5 километра източно от Струмица и на 5 километра западно от Босилово.

## История
През XIX век селото е чисто българско. В „Етнография на вилаетите Адрианопол, Монастир и Салоника“, издадена в Константинопол в 1878 година и отразяваща статистиката на населението от 1873 година, Дабеле (Dabélé) е посочено като село с 85 домакинства, като жителите му са 306 българи. Според статистиката на Васил Кънчов („Македония. Етнография и статистика“) от 1900 година Дабиля е населявано от 620 жители, всички българи християни.
В началото на XX век почти цялото село е под върховенството на Българската екзархия. По данни на секретаря на екзархията Димитър Мишев („La Macédoine et sa Population Chrétienne“) през 1905 година в Дабилия (Dabilia) има 584 българи екзархисти и 8 българи протестанти. Там функционира българско училище.
В селото има комитет на ВМОРО, възстановен в края на 1909 година от Христо Чернопеев и Михаил Думбалаков.
Според преброяването от 2002 година селото има 1946 жители.
Според данните от преброяването през 2021 година Дабиля има 1647 жители.
| Националност     | Всичко |
| северномакедонци | 1509   |
| албанци          | 1      |
| турци            | 0      |
| роми             | 0      |
| власи            | 0      |
| сърби            | 3      |
| бошняци          | 0      |
| други            | 134    |

В Дабиля има основно училище „Свети Кирил и Методий“ и църква „Света Троица“.

## Личности
Родени в Дабиля
- Атанас Караманов (1863 – 1911), български учител и революционер
- Иван Шабана, български революционер, войвода на Дабилската чета на ВМОРО[8][9]
- Костадин Самарджиев – Джемото (1884 – 1911), български революционер, деец на ВМОРО
- Панде Филев Смилков, български революционер, ръководител на местния комитет на ВМОРО.[10]
- Стоян Георгиев (? – 1914), български революционер, деец на ВМОРО

Починали в Дабиля
- Димитър Василев Хесапчиев (? – 1944), български военен деец, подпоручик, загинал през Втората световна война[11]